# Marcel Roucaute
Marcel Roucaute, né le 17 janvier 1917 à Saint-Paul-la-Coste et mort le 13 mars 2011 à Villejuif, est un résistant, journaliste et militant communiste français.

## Biographie
Marcel Roucaute naît dans une famille comptant douze enfants. Il commence à travailler comme berger, dans son enfance, puis il est maçon, avant d'effectuer son service militaire peu avant le déclenchement de la Seconde Guerre mondiale.
Il adhère aux Jeunesses communistes en 1934 et au Parti communiste l'année suivante.
Il s'engage dans la Résistance dès 1940, après sa démobilisation, au sein de l'Organisation spéciale. Il devient plus tard l'un des responsables régionaux des FTPF pour quatre départements (Var, Alpes, Basses-Alpes, Bouches-du-Rhône). Gravement blessé au début de 1944 en échappant de peu à une arrestation à Lyon, il est nommé en novembre de la même année, soutenu par Waldeck Rochet, administrateur de l'hebdomadaire communiste La Terre. Il exercera cette fonction jusqu'aux années 1980.
Père du philosophe Yves Roucaute - qu'il a élevé seul, après son divorce (en mars 1957), à partir du début des années 1960 -, il est le cousin du résistant et député communiste Roger Roucaute.
Marcel Roucaute est également connu comme spécialiste de la chasse, « auteur de deux best-sellers sur le sujet » et de chroniques dans l'Almanach de l'Humanité.

## Distinctions
- Croix de guerre 1939-1945 avec palme
- Médaille de la Résistance française
- Chevalier de la Légion d'honneur

## Publications
- Guide de la chasse et de ses à-côtés, Éditions de la Courtille, 1973.
- Guide des chiens de chasse. Leurs chasses et leurs à-côtés, Temps Actuels, 1981